# Las Vegas, Hidalgo
Las Vegas är en ort i Mexiko.   Den ligger i kommunen Zimapán och delstaten Hidalgo, i den centrala delen av landet, 170 km norr om huvudstaden Mexico City. Las Vegas ligger 956 meter över havet och antalet invånare är 126.
Terrängen runt Las Vegas är varierad. Las Vegas ligger nere i en dal. Runt Las Vegas är det ganska glesbefolkat, med 39 invånare per kvadratkilometer. Närmaste större samhälle är Zimapan, 19,6 km söder om Las Vegas. I omgivningarna runt Las Vegas växer huvudsakligen savannskog.